# Wong Wah-bo
Wong Wah-bo travaillait[Quand ?] à l'opéra chinois Bateau Rouge. Entre autres, il y ramait, et était très musclé.

## Apprentissage du Wing Chun
Wong Wah Bo apprit le Wing Chun de Leung Lan-kwai. Il enseigna à Leung Yee-tai le Lok Dim Bun Guan (les 6 pôles et demi), avec qui il enseigna le Wing Chun à Leung Jan. Son Wing Chun était fort.